# Ballota nigra subsp. uncinata
Ballota nigra subsp. uncinata é uma subespécie de planta com flor pertencente à família Lamiaceae. 
A autoridade científica da subespécie é (Fiori & Bég.) Patzak, tendo sido publicada em Annalen des Naturhistorischen Museums in Wien 62: 64. 1953.
O seu nome comum é marroio-negro.

## Portugal
Trata-se de uma subespécie presente no território português, nomeadamente em Portugal Continental, no Arquipélago dos Açores e no Arquipélago da Madeira.
Em termos de naturalidade é nativa de Portugal Continental e do Arquipélago dos Madeira e introduzida no Arquipélago dos Açores.

## Protecção
Não se encontra protegida por legislação portuguesa ou da Comunidade Europeia.